# Garcinia rhizophoroides
Garcinia rhizophoroides är en tvåhjärtbladig växtart som beskrevs av Adolph Daniel Edward Elmer. Garcinia rhizophoroides ingår i släktet Garcinia och familjen Clusiaceae. Inga underarter finns listade i Catalogue of Life.